# Abbaye de Byland
L'abbaye de Byland est une ancienne abbaye cistercienne située au sud-est du village de Wass, dans le comté du Yorkshire du Nord, en Angleterre.
C'est l'un des 3 plus importants établissements cisterciens du Nord, avec Fountains et Rievaulx.

## Histoire
L'abbaye de Byland est fondée en 1134, à Caldra, par des moines de Furness et appartient à la filiation de Savigny. Ils partent en 1138 à Old Byland, mais soucieux d'éviter des conflits avec l'abbaye voisine de Rievaulx, ils déménagent à Stocking en 1147, qu'ils quittent également pour leur site définitif en 1177, après avoir défriché des bois et asséché des marais. 
En 1147, Savigny s'affilie à Clairvaux et les religieux de son ordre adoptent l'habit et les règles des cisterciens. 
Son économie a été prospère, certes moindre que celle de Rievaulx ; comme sa consœur, Byland a développé un intense et célèbre élevage de moutons, exportant la laine en Europe et a possédé une importante pêcherie d'étang. 

## Dissolution
L'abbaye de Byland est dissoute le 30 novembre 1538 par le roi Henri VIII, lors de la dissolution des monastères et le domaine est cédé à Sir William Pickering en 1539.

## Vestiges

### Église abbatiale
Comme les abbayes cisterciennes voisines, l'église primitive est remplacée par une grande abbatiale au début du XIIIe siècle. 
L'édifice à une longueur de plus de 100 mètres et des collatéraux enserrent entièrement la nef, le transept et le chœur.
La nef, dépourvue de ses grandes arcades, se termine par un chœur profond et rectangulaire à chevet plat, au mur duquel sont disposées 5 chapelles.
Le transept accueille 2 chapelles latérales dans chacun de ses croisillons et conserve, à sa croisée et dans le croisillon sud, de beaux restes de pavement de carreaux de terre cuite vernissés. 
La façade est l'élément majeur de l'abbaye. Elle possède un portail trilobé à quatre voussures retombant sur des colonnettes, encadré par une porte en plein cintre ouvrant dans les 2 collatéraux. Il est surmonté, d'abord de trois hautes et étroites fenêtres en tiers-point, puis d'une grande rosace, d'une largeur identique à celle de la façade entre les contreforts, dont seule la partie inférieure subsiste.

### Autres bâtiments
Dans la salle capitulaire, deux colonnes et des culots, qui recevaient les retombées de la voûte, sont encore en place, comme une partie des murs du réfectoire et du chauffoir.
La ruelle des convers est également visible, où sont aménagées 35 niches, peut-être destinées au rangement des vêtements de travail des convers avant de se rendre à l'office. 

## Sources
- L'art cistercien hors de France, du Père M.-Anselme Dimier, traduction anglaise de Paul Veyriras et Marie-Thérèse Blanchon, traduction allemande de Hilaire de Vos, photographies de Zodiaque, La Pierre-qui-Vire, 1971, pp. 35-36